# Ishizaka Taizō

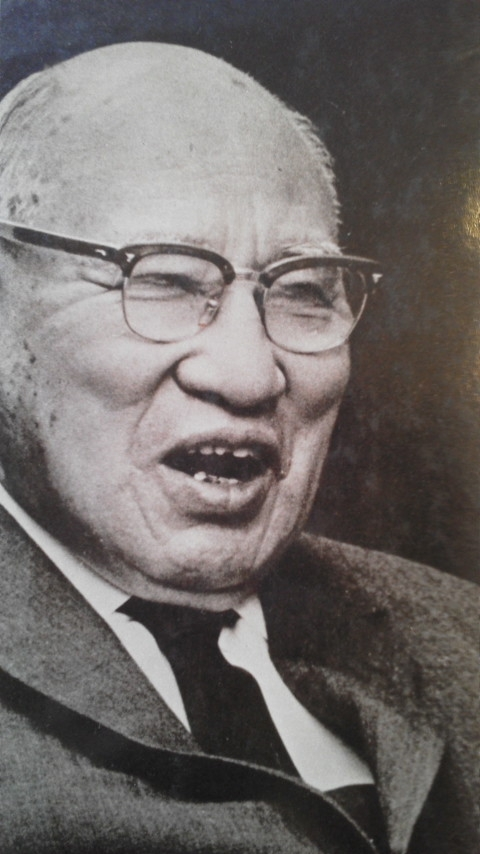
Ishizaka Taizō

Ishizaka Taizō (japanisch 石坂 泰三; geboren 3. Juni 1886 in Tokio; gestorben 6. März 1975 daselbst) war ein japanischer Geschäftsmann und Bankier. Er wurde „Zaikai sōri“ (財界総理), „Präsident der Finanzwelt“, genannt.

## Leben und Wirken
Ishizaka Taizō machte 1911 seinen Studienabschluss als Jurist an der Universität Tokio und nahm dann seine Arbeit am Ministerium für Kommunikation auf. 1915 wechselte er auf ein Angebot von Yano Tsuneta (1866–1951) zu der von ihm geleiteten Lebensversicherung „Dai-ichi Seimei Hoken“. Von 1938 bis 1946 übernahm er als Präsident das Unternehmen. 
Nach dem Zweiten Weltkrieg musste Ishizawa 1946 auf Veranlassung der Besatzungsmächte sich aus dem öffentlichen Leben eine Zeitlang zurückziehen. 1949 übernahm er die Leitung des Elektrounternehmens Toshiba und leitete Maßnahmen ein, die das Unternehmen wieder auf die Erfolgsspur brachten. 
Von 1956 bis 1968 wirkte Ishizaka als zweiter Präsident des Nippon Keidanren, des Verbandes der japanischen Wirtschaftsorganisationen. Er wehrte sich gegen die Einmischung der Regierung in den Wirtschaftsbereich, engagierte sich für freien Handel, für die Liberalisierung des Kapitals und für eine starke Verbindung zwischen Industrie und Handel. Weiter bemühte er sich um gute Beziehungen mit den USA.
Ishizaki wirkte u. a. als Geschäftsführer des „Nihon sangyō kurabu“ (日本工業倶楽部) und als Geschäftsführer des Vorbereitungskomitees zur Expo ’70 in Osaka.
Ishizaka wurde auf dem Friedhof Tama bestattet.